# حمض الكينيك
حمض الكينيك  أو حمض الكوينيك هو مركب عضوي حلقي من السيكليتولات، وهي متعددات كحول (بوليول) حلقية، ومن مجموعة أحماض هيدروكسي، له الصيغة الكيميائية C7H12O6 ويكون على شكل بلورات بيضاء.

## الوفرة الطبيعية والتحضير
يوجد حمض الكينيك في لحاء شجرة الكينا ونوع الأوكالبتوس: Eucalyptus globulus.
كان الصيدلاني لوي نيكولا فوكلان أول من عزل حمض الكينيك سنة 1806.

## الخواص
يوجد حمض الكينيك على شكل بلورات بيضاء موشورية كبيرة، وهي جيدة الانحلال في الماء.

## الاستخدامات
يستخدم حمض الكينيك في مجال علم الأدوية كمادة قابضة.

## اقرأ أيضاً
- 2،1-بنزوكينون